# Oshkosh
Oshkosh (рус. Ошкош) — американская компания, производитель специализированных автомобилей (включая военные образцы) и кузовов грузовых автомобилей для основных оборонных рынков, рынков укладки бетона, обработки отходов, подъёмного и пожарно-спасательного оборудования.
Главный офис и основное производство — в городе Ошкоше в штате Висконсин. В литературе встречаются названия Oshkosh Corporation, Oshkosh Truck, Oshkosh Defense и другие.

## История
«Ошкош» основана в 1917 году, производственные площадки расположены в 8 штатах США, а также в Австралии, Бельгии, Канаде, Китае, Франции, Нидерландах и Румынии, имеются совместные предприятия в Мексике и Бразилии. По состоянию на 2012 году штат компании составляет более 13 000 человек. Акции находятся в обращении на Нью-Йоркской фондовой бирже.

## Мирная продукция
Основные бренды компании — Oshkosh, наиболее известный по машине двойного назначения M911, JLG Pierce, McNeilus, IMT, Frontline Communications, Jerr-Dan, CON-E-CO, London Machinery Inc.. 

### Марки, бренды и логотипы
Под маркой JLG выпускаются автовышки, телескопические погрузчики, под брендом Pierce — пожарные автомобили, марка McNeilus используется для бетономешалок и мусоровозов, Jerr-Dan — для буксировочного и эвакуационного оборудования. Под брендом CON-E-CO выпускаются мобильные бетонные заводы, а под логотипом London — бетономешалки для канадского рынка.

## Военная продукция

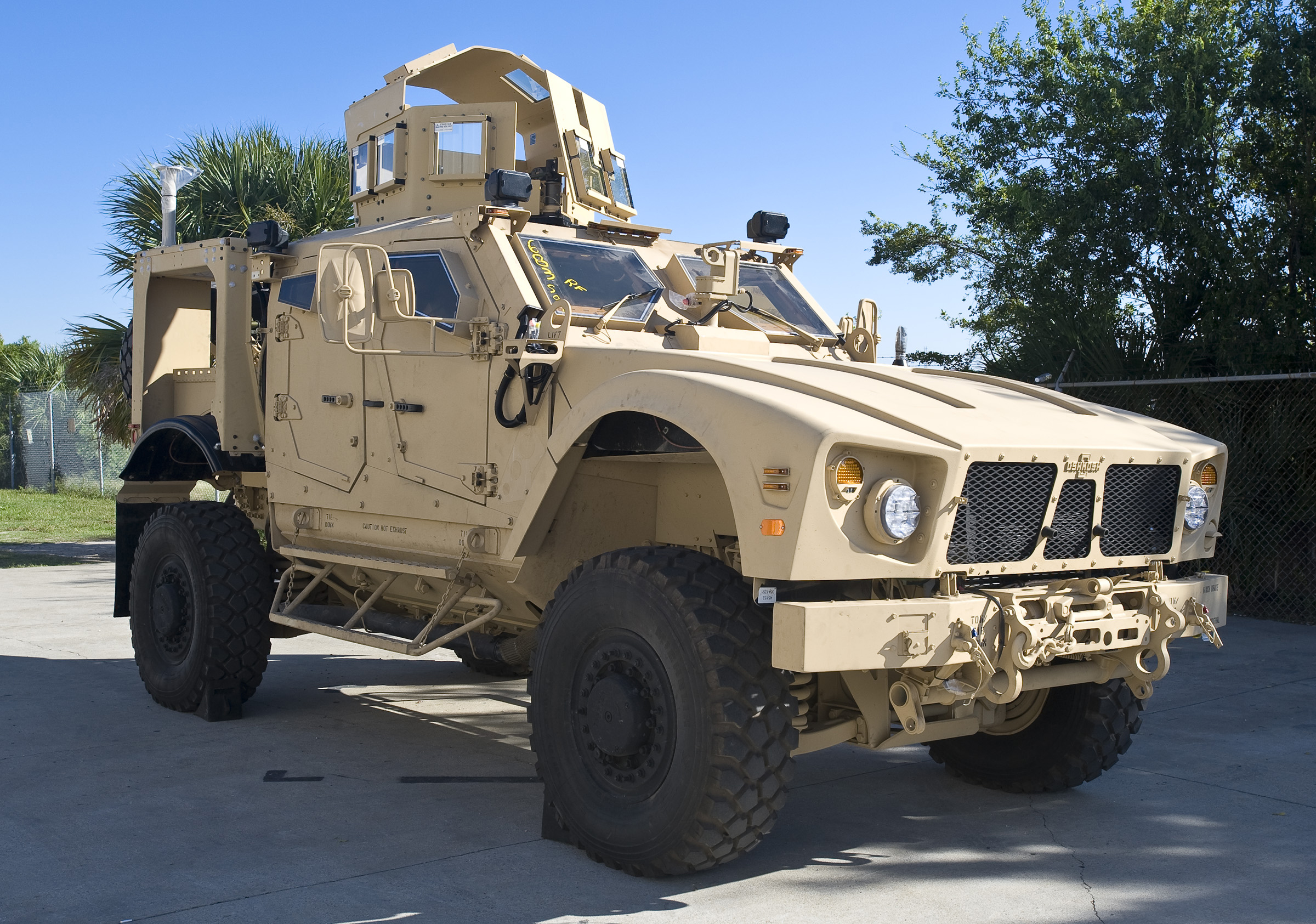
Колёсный бронеавтомобиль Oshkosh M-ATV

Военные автомобили фирмы представлены в различных классах — от бронированных внедорожников до ракетно-артиллерийских тягачей, практически постоянно наряду с фирмой Kenworth компания получает госзаказы от армии США. 
Наиболее известное военно-транспортное средство — Oshkosh PLS, существуют как бронированные, так и небронированные версии. Также производится бронеавтомобиль Oshkosh M-ATV, который с начала 2010-х годов поступает в вооруженные силы США на замену бронеавтомобиля HMMWV (HUMMER).